# Cyrtopodium aliciae
Cyrtopodium aliciae là một loài phong lan.

## Hình ảnh

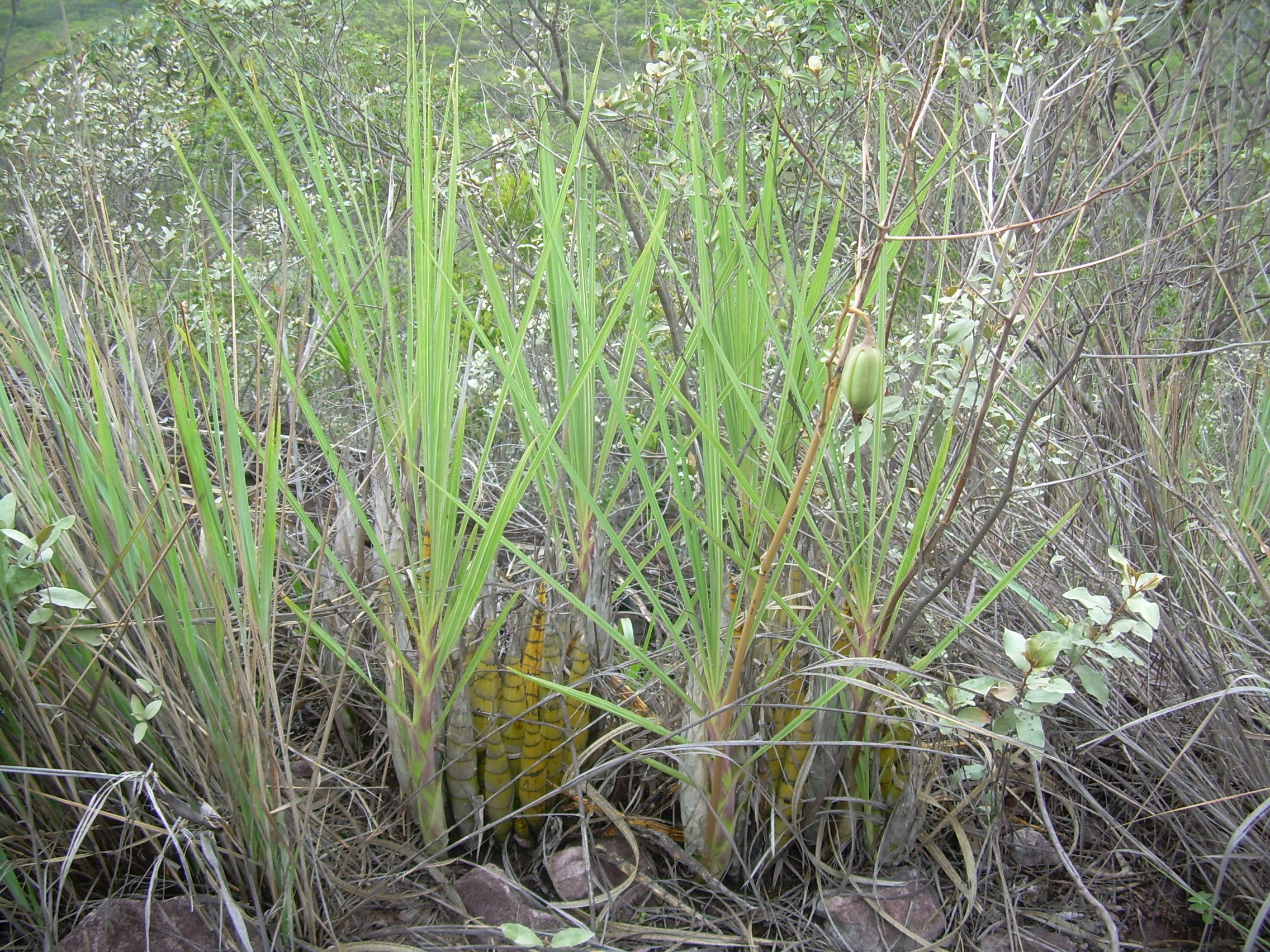
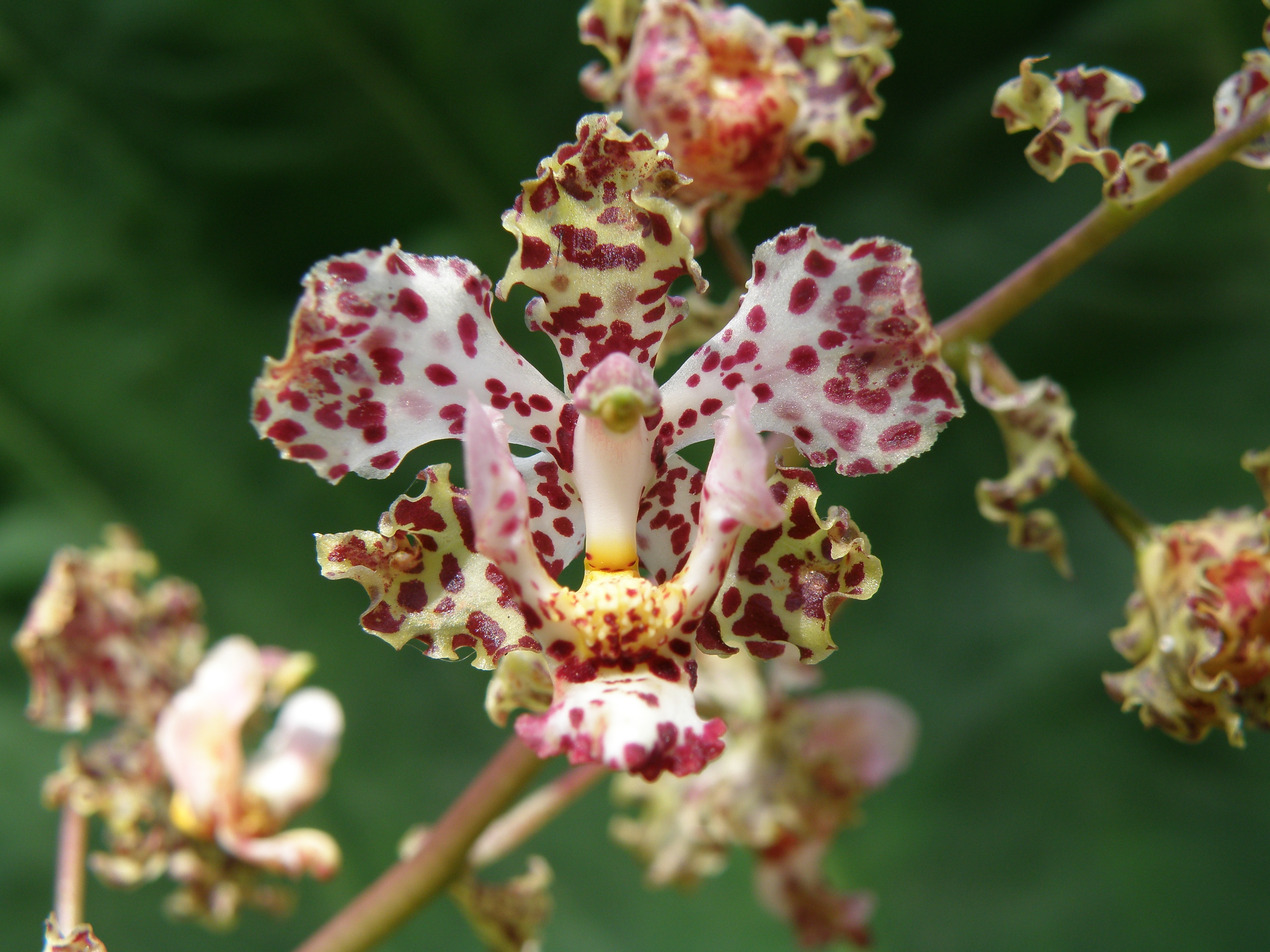
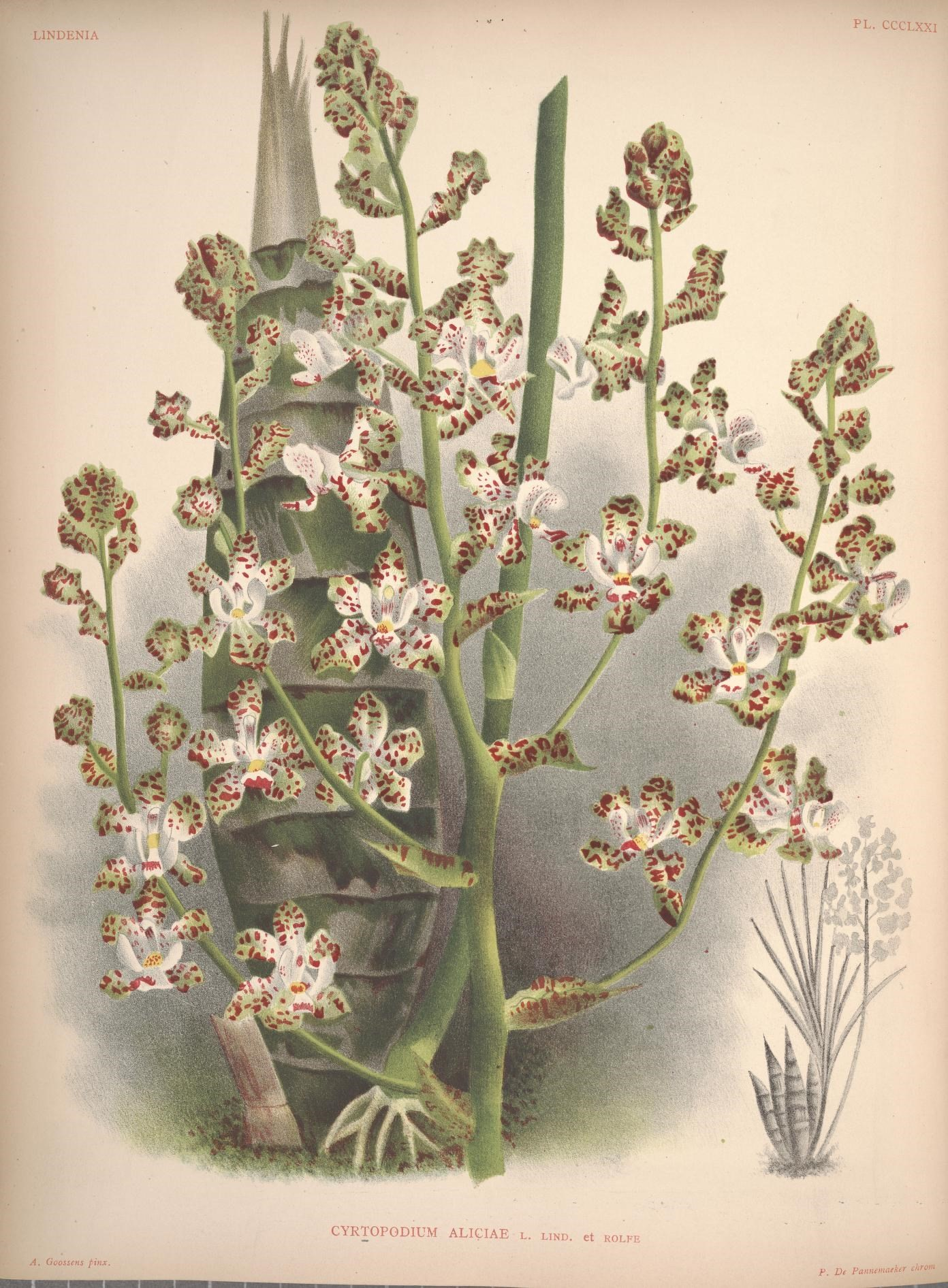